# Чарівний (Цілком таємно)

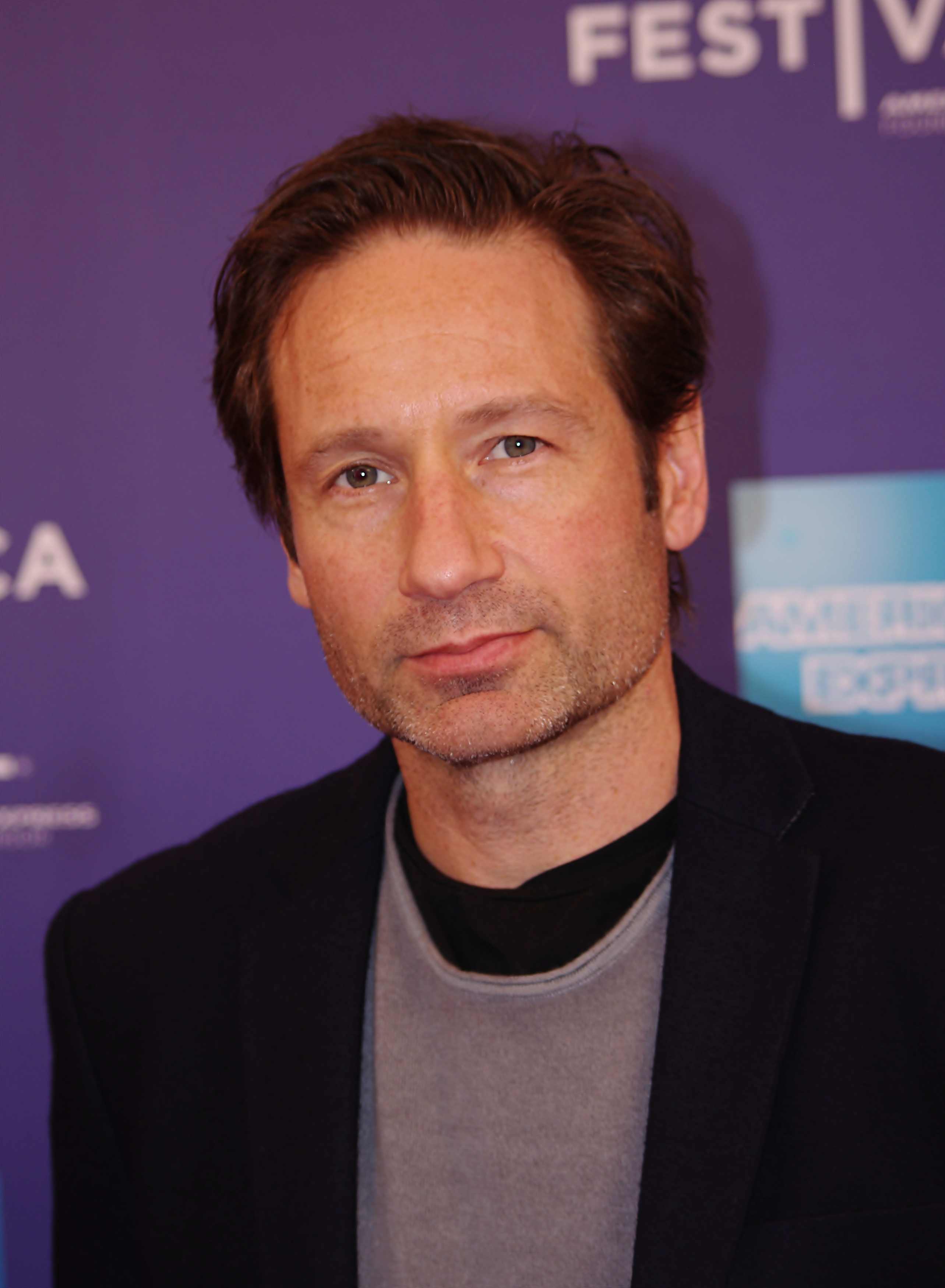

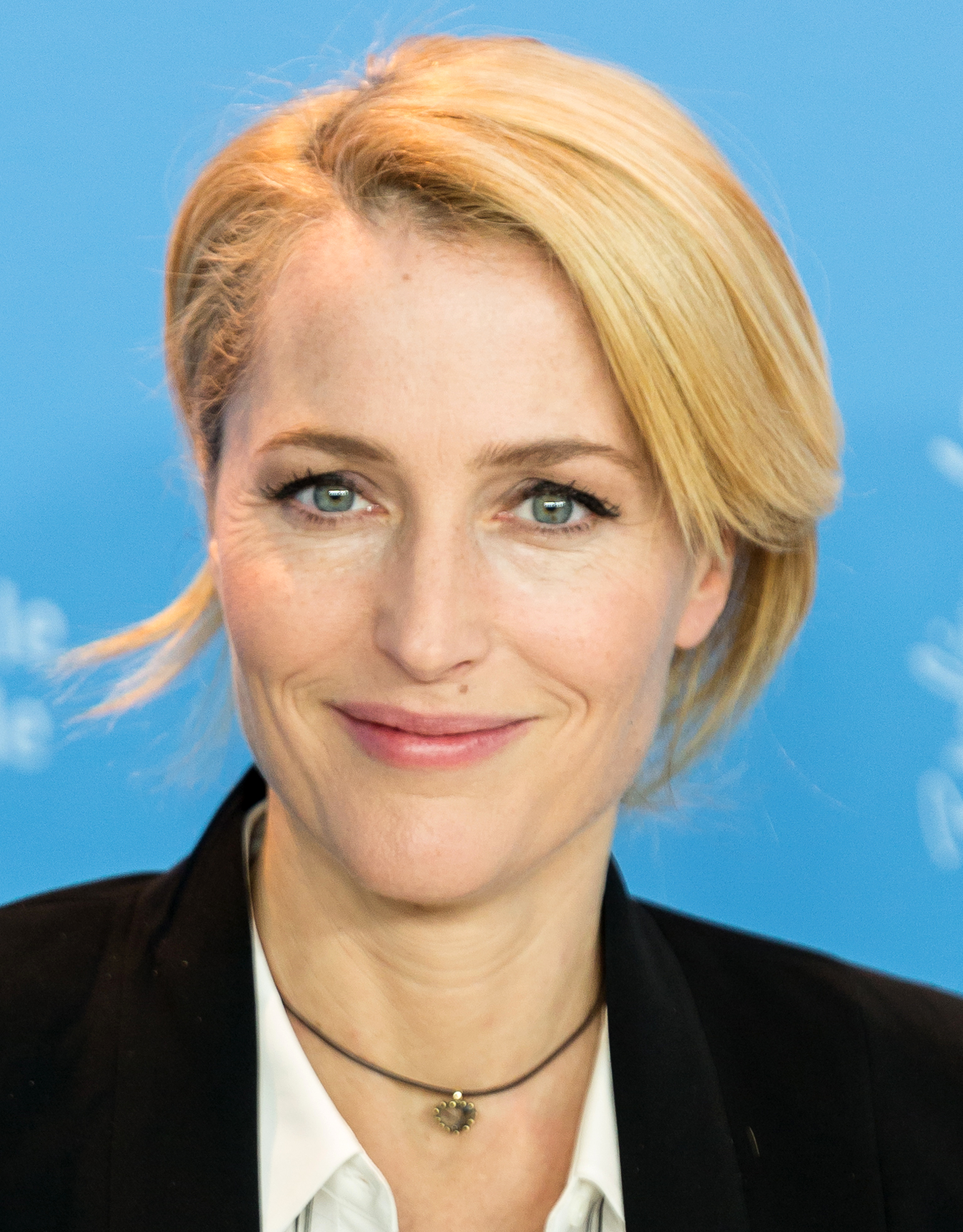

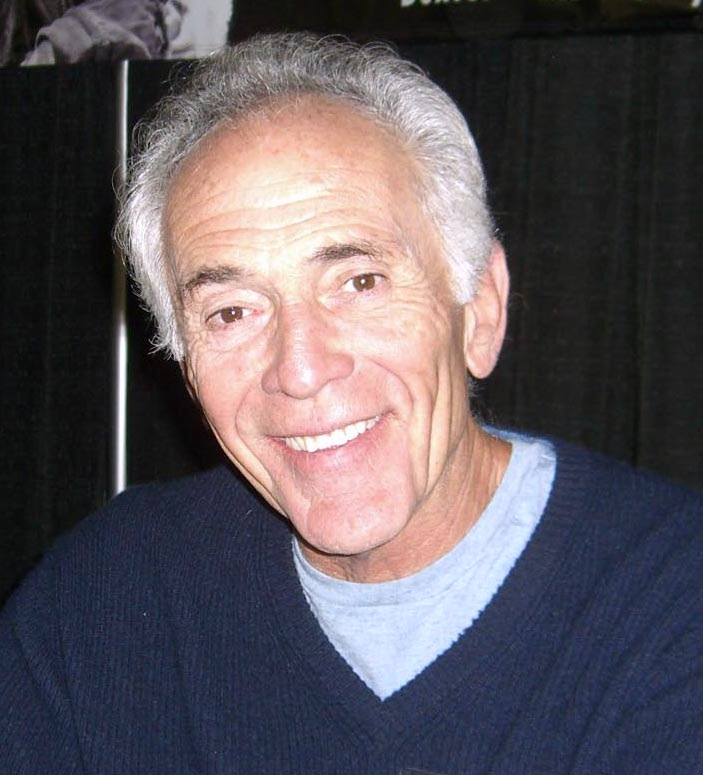

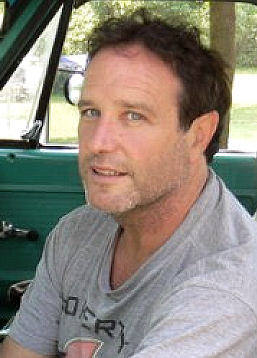

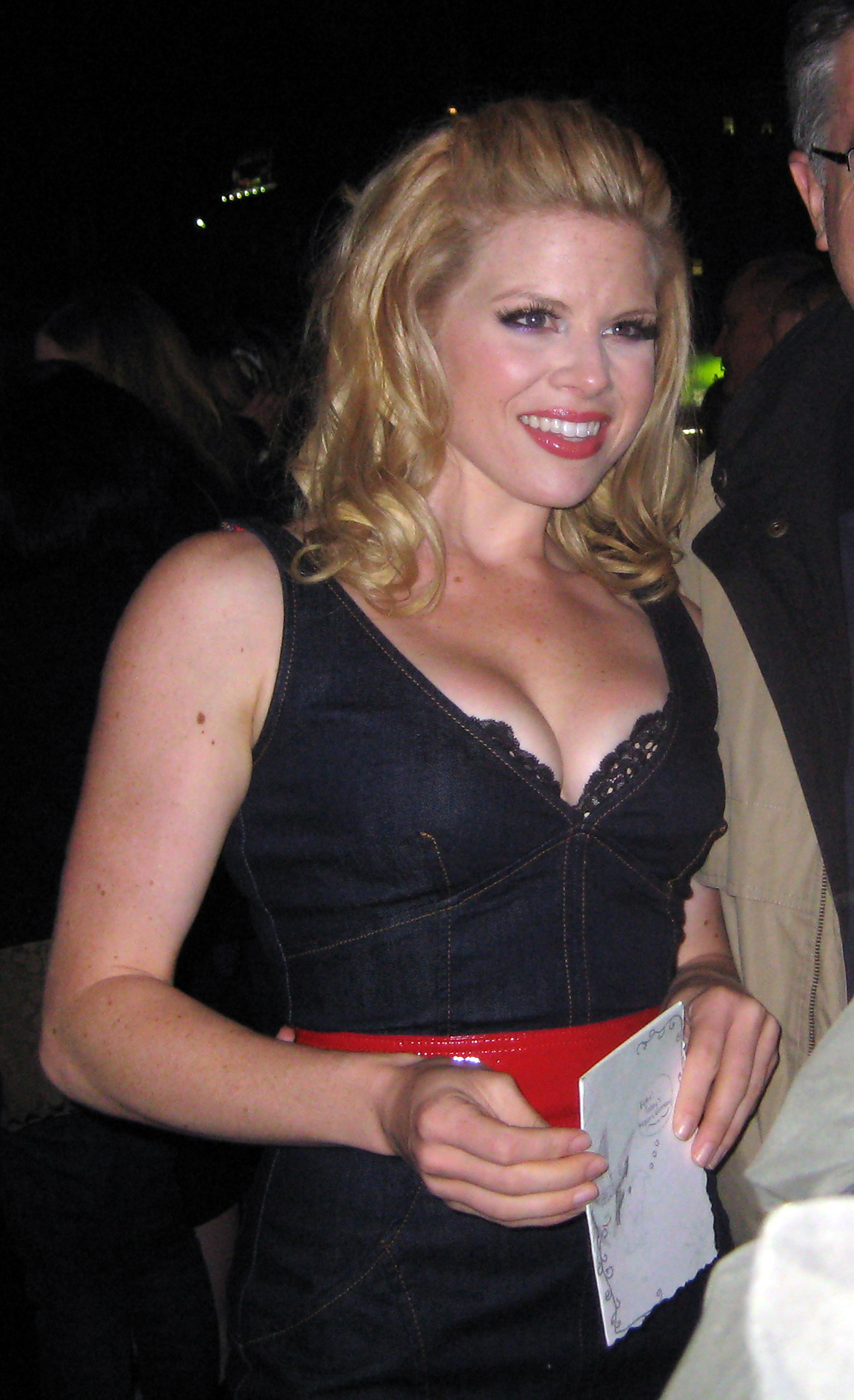

Чарівний (англ. Irresistible) — тринадцята частина другого сезону серіалу «Цілком таємно» («Секретні матеріали»).

## Зміст
У Міннеаполісі (штат Міннесота) йде підготовка до похорону молодої дівчини Дженніфер. За церемонією спостерігає Донні Фастер, похмурий помічник керуючого похоронного бюро. Тіло померлої на ніч має лишитися в похоронному бюро. Пізніше тієї ж ночі, коли тіло дівчини підготовлено до завтрашнього поховання, начальник Фастера застигає Донні за відрізанням волосся у трупа. Донні негайно виганяють з роботи.
Дещо згодом Малдер і Скаллі викликані в Міннеаполіс польовим агентом ФБР Мо Боксом, який займається розслідуванням у справі про ексгумацію та осквернення тіла на місцевому кладовищі. Малдер скептично ставиться до версії Бокса, який вважає, що злочин скоєно прибульцями з метою дослідів над людьми. Малдер вважає, що шукати злочинця варто серед людей. Скаллі приходить в сум'яття від виду понівеченого трупа. В Твін-Сіті знайдено ще два ексгумованих тіла, у обидвох відрізано волосся і вирвані нігті. Малдер розробляє психологічний портрет злочинця, де прогнозує, що заради задоволення своєї зростаючої потреби в нових трофеях фетишист незабаром може піти на вбивство. Скаллі, яка страждає від посттравматичного розладу після її викрадення Дуейном Беррі, насилу намагається приховати свій дискомфорт від роботи. Малдер з розумінням ставиться до її проблем і пропонує їй не працювати над цією справою, але Скаллі відмовляється.
Фестер приводить в свою квартиру повію, в його кімнатах холодно; до Фастера дзвонять. Повія виявляє в його спальні «похоронну колекцію», він вбиває жінку та відрізає у неї пальці і волоосся на голові. Фастер влаштовується постачати продукти по домівках. Згодом Скаллі досліджує труп жінки — вона померла від удущення, після смерті її занурили у холодну воду.
Фастер відвідує вечірні курси в коледжі, і одного разу робить невдалу спробу напасти на одногрупницю. Тій вдається відбитися, і Фестер потрапляє в тюремну камеру, опинившись навпроти камери підозрюваного у вбивстві повії, яку він вбив. Побачивши Скаллі в тюрмі, коли та допитує підозрюваного, Фастер дізнається її ім'я. Його в той же вечір звільняють, так як його одногрупниця відмовилася подавати заяву.
Скаллі відчуває зі справою Фастера великі проблеми: у неї з'являються на цей рахунок тривожні галюцинації. У Вашингтоні вона проходить обстеження у соціального працівника, під час якого ділиться своєю стурбованістю з приводу розслідування. Після обстеження Скаллі дізнається, що з Міннесоти її хтось розшукував. Коли вона зв'язується з Малдером, виявляється, що ні він, ні Бокс не дзвонили їй.
ФБР знаходить частковий відбиток пальця на тілі повії, який збігається з даними Фастера, доступними в базі даних після його арешту. Малдер і Бокс з групою захоплення вриваються до Фастера в квартиру, де в холодильнику виявляють волосся жертв і відрізаний палець повії, але його самого немає вдома. Скаллі прилітає в Міннеаполіс, але по дорозі з аеропорту Фастер на безлюдній дорозі зіштовхує її машину в кювет і відвозить агента в покинутий будинок своєї померлої матері, де, зв'язавши, кидає в шафу з кляпом у роті.
За слідами фарби на виявленій машині Скаллі Малдер і Бокс з'ясовують адресу будинку матері Фастера. Скаллі утікає від Фастера, поки він готує для неї ванну, але той кидається в погоню. В результаті нетривалої боротьби вони скочуються по сходах до вхідних дверей, через які в цей момент вривається Малдер з групою захоплення, заарештовуючи Фастера. Скаллі спочатку стверджує, що з нею все в порядку, але потім схиляє голову на плече Малдера і плаче.
У закадровому описі Малдер припускає, що коріння патології Фастера (Пфастера) криються в його дитинстві: Донні виріс в родині з чотирма старшими сестрами.

## Знімались
| Актор             | Роль                  |
| ----------------- | --------------------- |
| Девід Духовни     | Курець                |
| Джилліан Андерсон | Дейна Скаллі          |
| Брюс Вейтц        | агент ФБР Мо Бокс     |
| Нік Чінланд       | Донні Фестер          |
| Крістін Віллес    | психолог Карен Коссеф |
| Деанна Мілліган   | хвойда Сатін          |
| Тім Прогош        | Фіблінг               |
| Меггі Блу О'Хара  | молода жінка          |
| Меган Гілті       | померла дівчина       |